# Discocalyx suluensis
Discocalyx suluensis är en viveväxtart som beskrevs av Elmer Drew Merrill. Discocalyx suluensis ingår i släktet Discocalyx och familjen viveväxter. Inga underarter finns listade i Catalogue of Life.